# HCL Connections
HCL Connections (teils nur Connections genannt oder CNX abgekürzt) ist eine Software, die u. a. Funktionen zur Zusammenarbeit, Soziale Netzwerke, Inhaltsverwaltung in einer Lösung integriert. Zusätzlich sind Integrationen von und in andere Tools vorhanden, etwa für E-Mail, Instant Messaging oder spezifische Anwendungen wie Microsoft Teams. Ursprünglich gehörte das Produkt zu IBM und hieß IBM Connections. Im Zuge der Übernahme durch HCL 2019 wurde es in HCL Connections umbenannt.

## Funktionalität
HCL Connections besteht aus einer Reihe an verschiedenen Anwendungen:
- Die Homepage dient als Einstiegspunkt. Im Aktivitätsstream sieht der Nutzer chronologisch sortierte Ereignisse aus sämtlichen der folgenden Anwendungen. Interaktionen durch z. B. Kommentieren oder „Gefällt mir“ sind möglich.
- Aktivitäten dient zur Verwaltung von Projektressourcen wie z. B. Aufgaben. Eine Aktivität kann an eine oder mehrere Personen zugewiesen werden.
- Profile erhalten neben Name und Kontaktdaten weitere Funktionen, die man aus sozialen Netzwerken kennt. Beispielsweise kann man anderen Personen folgen und sieht dadurch deren Beiträge im Stream auf der „Homepage“.
- In Dateien kann man verschiedene Dateien hochladen und mit anderen Benutzern oder Communitys teilen. Funktionen wie Versionsverlauf, Kommentieren oder „Gefällt mir“, die man aus anderen Diensten kennt, stehen zur Verfügung.
- Wikis dienen zur Dokumentation und Pflege von Informationen/Wissen. Die Seiten können hierarchisch angeordnet werden und besitzen eine Versionierung, sodass Änderungen nachvollziehbar sind.
- Blogs ist mit einem Blog im Web zu vergleichen. Sie dienen in Connections hauptsächlich für Ankündigungen oder Aktualisierungen. Im Gegensatz zu Wikis können Blog-Artikel von anderen Mitgliedern nicht verändert werden und es gibt keinen Versionsverlauf.
- Foren ermöglichen den Austausch untereinander zu einem bestimmten Thema, wie man es aus einem Internetforum kennt.
- Lesezeichen sind zur Speicherung von Links gedacht, die man ggf. anderen zur Verfügung stellen möchte.
- Communitys bilden den Kern zur Zusammenarbeit mit mehreren Benutzern. Eine Community kann eine Interessengemeinschaft sein, aber auch aus den Beteiligten eines Projektes, einer Abteilung oder anderen Organisationseinheiten bestehen.
- Die Suche ist eine global integrierte Anwendung. Unabhängig davon wo man sich befindet, kann man über die Lupe rechts sämtliche Inhalte von Connections durchsuchen. Optional kann der Suchende verschiedene Einschränkungen vornehmen, um die Ergebnisse einzugrenzen.

Die Komponenten in Connections sind untereinander integriert. Informationen können zwischen den Komponenten verknüpft und ausgewertet werden. So ist es beispielsweise möglich, aufgrund von Informationen in Blogs oder in Social Bookmarks (DogEar) auf den Ersteller zuzugreifen und dieser Person über Online-Community konkrete Fragen zu stellen. Zudem lassen sich alle Anwendungen sowohl eigenständig, als auch in einer Community verwenden. Beispielsweise kann ein Benutzer sich ein Wiki für eigene Aufzeichnungen anlegen. Dies wird entweder mit niemandem geteilt (persönlich), oder nur mit einzelnen ausgewählten Personen. Der Vorteil von Communitys ist, dass alle Funktionen automatisch einer bestimmten Gruppe zur Verfügung stehen. Ein Community-Wiki etwa kann von allen Mitgliedern eingesehen und erweitert werden. Außerdem sind darin verschiedene Arten von Inhalten gebündelt. Auf der Startseite sieht man etwa Wiki-Artikel, Blog-Einträge, Dateien und andere Inhalte in einer Art Übersichtsseite, die zu der jeweiligen Gemeinschaft gehören.

### Anwendungsübergreifende Funktionen
Bestimmte Funktionalitäten sind global verfügbar, unabhängig davon, in welcher Anwendung man sich befindet. Alle Inhalte aus den verschiedenen Anwendungen werden mit Schlagworten (Tags) versehen und können von den Benutzern aufgrund dieser Tags gefunden werden. Schlagwortwolken zeigen häufig benutzte Tags an und können etwa zur Inspiration dienen. Profile und damit Personen lassen sich ebenfalls taggen. Damit kann man nicht nur Profile finden, die ähnliche Schwerpunkte/Interessen haben. Man kann etwa bei einem neuen/unbekannten Kollegen dadurch eine Übersicht bekommen, mit welchen Themen sich die Person beschäftigt. Eine ähnliche Funktionalität bieten #Hashtags. Viele Internetnutzer kennen dies bereits aus Foren oder Sozialen Netzwerken. Ähnlich wie dort werden sie in Connections hauptsächlich bei Statusaktualisierungen verwendet.
@Mentions können in jedem Eingabefeld dazu verwendet werden, um eine bestimmte Person zu „erwähnen“. Dies dient in erster Linie dazu, jemanden auf den Inhalt aufmerksam zu machen. Die erwähnte Person erhält eine E-Mail Benachrichtigung und einen Link zum Beitrag, in dem sie erwähnt wurde. Zusätzlich wird durch ein @Mention das Profil verlinkt: Wer beispielsweise in Connections auf @MaxMueller klickt, erreicht dadurch das Profil von Max Müller.
Benutzer können RSS-Web-Feeds auf ihren Clients einrichten und werden entsprechend ihren Einstellungen zu neuen Beiträgen informiert. Dies lässt sich auf verschiedene Arten filtern. Beispielsweise kann man nur den RSS-Feed von Dateien einer bestimmten Community abonnieren.

## Komponenten
HCL Connections besteht aus folgenden Komponenten:
- HCL Verse – E-Mail
- HCL Connections Meetings – Online-Meetings
- HCL Connections Chat  – Ad-hoc-Besprechungen
- HCL Connections Docs – gemeinsame Dokumentbearbeitung
- HCL Connections Files  – File Sharing
- HCL Connections Compliance for Mail – E-Mail-Archivierung
- HCL Connections Compliance for Social – Content-Archivierung
- HCL Connections Engagement Center (früher XCC)
- Projektmanagement mit Single Sign-on
- Communitys für Ideen und Innovation
- Umfassende Mobilgeräteunterstützung (für iOS, Android)
- Erfüllung kritischer Sicherheitsstandards

## Weiterentwicklung
Seit Ende Juni 2019 gehört das Produkt Connections nicht mehr der Firma IBM, sondern der Firma HCL. IBM verkaufte das Produkt mit weiteren Collaboration-Produkten an HCL für 1,8 Milliarden US$.
Seitdem ist HCL alleiniger Eigentümer der Collaboration-Software Connections. Eine Roadmap für die Weiterentwicklung des Produkts ist bis 2021 und darüber angekündigt. Connections Version 7.0 wurde Ende 2020 veröffentlicht. Hierbei handelt es sich um das Erste von HCL nach der Übernahme veröffentlichte Release. Eine öffentliche Vorschau auf die Nachfolgeversion 8.0 ist seit Anfang 2022 verfügbar, allerdings kann man diese noch nicht selbst installieren.

### E-Mail
E-Mail, Kalender und Instant Messaging für das Web, Desktop und Mobilgeräte

### Online-Meetings / Chats
Inkl. Live-Audio und -Video, Aufzeichnungen, Chat, Polling sowie gemeinsame Anwendungs- und Desktopnutzung.

### Content-Archivierung
Überwachung und Archivierung von „Social Content“

### Projektmanagement
Tools für das Projekt- und Kontaktmanagement

### Communities
In Communities können die übrigen Elemente aus HCL Connections (Wikis, Blogs, Foren, Umfragen etc.) zusammengefasst werden. Hier können Zugriffsrechte eingerichtet und damit Mitgliederlisten gepflegt werden.